# Boldizsár Géza
Boldizsár Géza, (1918. november 25. – 1988. május 9.) válogatott labdarúgó, kapus, edző és válogatott kosárlabdázó. 1945-től Olaszországban élt.

## Labdarúgó pályafutása

### Klubcsapatban
1938 előtt a MAFC, 1938 és 1944 között a Kispest, majd az Elektromos kapusa volt. 1944 januárjában Szegedre igazolt. 1945-ben a Herminamezei AC-hez szerződött. 1946-ban a Kolozsvár játékosa volt.

### A válogatottban
1939 és 1940 között 4 alkalommal védett a válogatottban. Kétszeres ifjúsági válogatott (1937), négyszeres B-válogatott (1938), egyszeres Budapest válogatott (1939).

### Edzőként
1952 és 1957 között az AS Roma kapusedzőjeként tevékenykedett.

## Kosárlabdázó pályafutása
1937 és 1941 között a BSZKRT kosárlabdázója volt. Négyszeres magyar bajnok a csapattal. A magyar kosárlabda-válogatottban egyszer szerepelt (1938).

## Sikerei, díjai

### Labdarúgóként
- Magyar bajnokság
  - 4.: 1938–39
  - 5.: 1939–40

### Kosárlabdázóként
- Magyar bajnokság
  - bajnok: 1937, 1938, 1940, 1941

## Statisztika

### Mérkőzései a válogatottban
| Magyarország | Magyarország         | Magyarország              | Magyarország | Magyarország | Magyarország | Magyarország | Magyarország | Magyarország |
| #            | Dátum                | Helyszín                  | Hazai        | Eredmény     | Vendég       | Kiírás       | Gólok        | Esemény      |
| ------------ | -------------------- | ------------------------- | ------------ | ------------ | ------------ | ------------ | ------------ | ------------ |
| 1.           | 1939. október 22.    | Bukarest, ANEF-stadion    | Románia      | 1 – 1        | Magyarország | barátságos   | -            |              |
| 2.           | 1939. november 12.   | Belgrád, BSK Stadion      | Jugoszlávia  | 0 – 2        | Magyarország | barátságos   | -            |              |
| 3.           | 1940. szeptember 29. | Budapest, Üllői úti pálya | Magyarország | 0 – 0        | Jugoszlávia  | barátságos   | -            |              |
| 4.           | 1940. október 6.     | Budapest, Üllői úti pálya | Magyarország | 2 – 2        | Németország  | barátságos   | -            |              |
|              | Összesen             |                           |              | 4            | mérkőzés     |              | 0            | gól          |